# Julien Weiler
Pour les articles homonymes, voir Weiler.
Julien Weiler (Liège, 18 mars 1844 - Ixelles, 9 mars 1909) est un ingénieur, économiste et sociologue belge.
Ingénieur de l'Ecole des Mines de Mons, il sera tout au long de sa carrière très engagé dans les questions sociales; il créera notamment aux charbonnages de Mariemont où il était en poste des "Chambres d'explication", ébauche des Conseils de Conciliation de d'Arbitrage qui verront le jour en 1888.